# Ботанічний сад Торонто
Ботанічний сад Торонто (Toronto Botanical Garden, TBG) розташований за адресою 777 Lawrence Avenue East на Леслі-стріт у Торонто, Онтаріо, Канада. TBG, який називають «Маленьким садом із великими ідеями», має площу майже чотири гектари та містить 17 тематичних «садів міського розміру». Розташований у північно-східному кутку садів Едвардса, TBG є некомерційною садівничою та освітньою організацією, місією якої є поєднання людей зі світом природи, рослин і тварин через освіту, натхнення та лідерство.

## Історія
Раніше відомий як Toronto Civic Garden Center, заснований у 1958 році Garden Club of Toronto, TBG був офіційно відкритий як ботанічний сад у 2003 році.
Проєкт головної будівлі Громадського садівничого центру створив Раймонд Моріяма, вона була відкрита в 1965 році.

## Фінансування
На відміну від багатьох інших великих ботанічних садів у Північній Америці, TBG не отримує фінансування від провінційних чи федеральних урядів і створює понад 95% свого операційного бюджету за рахунок власного прибутку через членські внески, заходи зі збору коштів, доходи від курсів та щедрість індивідуальних і корпоративних донорів.

## Сади
Приблизно чотири акри вміщують 17 тематичних садів Ботанічного саду Торонто. Найновішим і найбільшим доповненням є Woodland Walk, що складається з місцевих дерев, кущів, багаторічних рослин і лугу з дикими квітами, що представляє каролінський ліс і прерійну савану, що є рідною для цього регіону Торонто. Далі йде Entry Garden Walk , спонсорований Садівничим клубом Торонто і розроблений голландським садовим дизайнером Пітом Удольфом. Цей сад складається з багаторічних рослин і декоративних трав, які самі посіялися, створивши вишуканий луг, який зустрічає відвідувачів. Водяна куртина та водяний канал є двома ключовими елементами, які доповнюють внутрішній дворик прибуття  та терасу із західним видом відповідно. Будівля має два зелені дахи, один плоский простір, засаджений місцевими багаторічними рослинами, інший похилий і засаджений сортами очитків. Частина срібної сертифікації LEED TBG  включає збір дощової води з водних об’єктів та з будівель, яка зливається до двох резервуарів, обрамлених заростями багаторічників. Співробітники саду мають свої робочі приміщення у солом’яному сараї з зеленим дахом із місцевих багаторічних рослин.

## Навчання дітей
З 1998 року Ботанічний сад Торонто пропонує різноманітні програми, спрямовані на стимулювання дитячої цікавості до природи та садівництва через практичний досвід. Щороку TBGKids навчає понад 6000 дітей через відвідування шкіл, літні та березневі табори на канікулах, сімейні програми та інформаційні ініціативи. Діти навчаються в прекрасному та унікальному навчальному саду, який включає демонстраційні ділянки та органічний город, посіяний і зібраний дітьми. TBG щороку жертвує продукцію з Навчального саду до North York Harvest Food Bank.

## Сімейна бібліотека Вестона
Сімейна бібліотека Вестона TBG є найбільшою приватною садівничою бібліотекою в Канаді. Ресурси бібліотеки охоплюють теми вітчизняного садівництва, такі як ландшафтний дизайн, аранжування квітів, види рослин, вирощування трав і овочів, міську агрикультуру та багато інших. Колекції містять дитячі книги, довідкові матеріали, журнали та журнали, DVD, історичні та рідкісні книги. Лише учасники можуть позичати матеріали з сімейної бібліотеки Вестона, але простір відкритий для громадськості, і будь-кому дозволено переглядати та використовувати матеріали в бібліотеці. Бібліотека пропонує курси та програми для дорослих і дітей, а також має художню галерею з періодичними виставками на теми садівництва.

## Освіта дорослих
Ботанічний сад Торонто пропонує 20 курсів на рік для дорослих з дотичних до ботаніки дисциплін, таких як садівництво, міське городництво, контейнерне садівництво, міське бджільництво, ботанічне мистецтво, квітковий дизайн, природа, фотографія та оздоровлення. Спеціальні заходи включають серію салонів HortiCULTURE, серію лекцій TBG, екскурсію та обід на даху в Роял-Йорку, автобусні тури та серію Grow, Cook and Relish. Пропоновані заняття включають такі елементи, як навчання у стилі лекцій, дискусії та, у багатьох випадках, практичні елементи. Пропозиції курсів змінюються кожного сезону та призначені для того, щоб надати членам TBG та громадськості сезонну інформацію, яка допоможе їм у їхніх власних садах, а також для виконання місії зв’язку людей із рослинами та світом природи.